# Giải bóng đá Vô địch Quốc gia 2025–26
Giải bóng đá Vô địch Quốc gia 2025–26, tên gọi chính thức là Giải bóng đá Vô địch Quốc gia LPBank 2025–26 (tiếng Anh: LPBank V.League 1 – 2025/26) vì lý do tài trợ, là mùa giải chuyên nghiệp thứ 26 và là mùa giải thứ 43 của Giải bóng đá Vô địch Quốc gia Việt Nam. Đây là năm thứ hai trong hợp đồng kéo dài ba mùa giải của Ngân hàng Thương mại cổ phần Lộc Phát Việt Nam với tư cách là nhà tài trợ chính của giải đấu. Mùa giải khởi tranh vào ngày 15 tháng 8 năm 2025 và kết thúc vào ngày 18 tháng 6 năm 2026. Thép Xanh Nam Định là đương kim vô địch của giải đấu.
Mùa giải này là mùa giải thứ ba kể từ mùa 2001–02 thi đấu với một lịch trình liên năm (mùa thu đến mùa xuân) thay vì lịch thi đấu trong năm (mùa xuân đến mùa thu). Đây là mùa giải thứ ba giải đấu áp dụng trợ lý trọng tài video (VAR) và là mùa giải thứ hai VAR được áp dụng cho các trận đấu trên toàn quốc.

## Thay đổi trước mùa giải

### Thay đổi đội bóng
| Thăng hạng từ V.League 2 2024–25 - Ninh Bình - PVF–CAND | Xuống hạng đến V.League 2 2025–26 - Quy Nhơn Bình Định Bỏ giải - Quảng Nam |

Quảng Nam đã không đăng ký tham dự mùa giải 2025–26 tính đến hạn chót vào ngày 1 tháng 8 năm 2025, do đó đội bóng này được VFF và VPF ghi nhận là đã rút lui khỏi Giải bóng đá Vô địch Quốc gia 2025–26. Vào ngày 4 tháng 8, VPF xác nhận rằng đội đứng thứ ba của Giải bóng đá Hạng Nhất Quốc gia 2024–25 là PVF–CAND sẽ thay thế suất thi đấu của Quảng Nam, sau khi đội á quân Trường Tươi Đồng Nai từ chối tham dự. Đây sẽ là lần đầu tiên PVF–CAND góp mặt tại V.League 1.

### Đổi tên
| Tên cũ                | Tên mới                       | Ngày thay đổi       |
| --------------------- | ----------------------------- | ------------------- |
| Phù Đổng Ninh Bình    | Ninh Bình                     | 2 tháng 7 năm 2025  |
| Becamex Bình Dương    | Becamex Thành phố Hồ Chí Minh | 14 tháng 7 năm 2025 |
| Thành phố Hồ Chí Minh | Công an Thành phố Hồ Chí Minh | 14 tháng 7 năm 2025 |

### Thể thức thi đấu
Giải đấu áp dụng thể thức vòng tròn hai lượt với 26 vòng đấu như thường lệ. Sẽ có hai suất xuống hạng trực tiếp dành cho hai đội đứng thứ 13 và 14 của giải đấu, và không có trận đấu play-off giữa đội V.League 1 và đội V.League 2.

## Các đội tham dự
| Chú giải màu sắc | Chú giải màu sắc |
| ---------------- | ---------------- |
| Vô địch          |                  |
| Á quân           |                  |
| Hạng ba          |                  |
| Hạng tư          |                  |
| Thăng hạng       |                  |
| Thắng play-off   |                  |
| Xuống hạng       |                  |

| Đội                           | Địa điểm              | Thứ hạng mùa trước   | Mùa đầu tiên tại V.League 1 | Số mùa giải tham dự | Số năm tham dự liên tiếp |
| ----------------------------- | --------------------- | -------------------- | --------------------------- | ------------------- | ------------------------ |
| Becamex Thành phố Hồ Chí Minh | Thành phố Hồ Chí Minh | Thứ 7                | 2004                        | 22                  | 22                       |
| Công an Thành phố Hồ Chí Minh | Thành phố Hồ Chí Minh | Thứ 10               | 2000–01                     | 9                   | 0                        |
| Đông Á Thanh Hóa              | Thanh Hóa             | Thứ 8                | 2007                        | 19                  | 19                       |
| Hải Phòng                     | Hải Phòng             | Thứ 6                | 2000–01                     | 23                  | 18                       |
| Công an Hà Nội                | Hà Nội                | Thứ 3                | 2000–01                     | 5                   | 3                        |
| Hà Nội                        | Hà Nội                | Thứ 2                | 2009                        | 17                  | 17                       |
| Thể Công – Viettel            | Hà Nội                | Thứ 4                | 2000–01                     | 13                  | 7                        |
| Hoàng Anh Gia Lai             | Gia Lai               | Thứ 9                | 2003                        | 23                  | 23                       |
| Hồng Lĩnh Hà Tĩnh             | Hà Tĩnh               | Thứ 5                | 2020                        | 6                   | 6                        |
| Ninh Bình                     | Ninh Bình             | Vô địch (V.League 2) | 2025–26                     | 0                   | 0                        |
| Thép Xanh Nam Định            | Ninh Bình             | Vô địch              | 2000–01                     | 18                  | 8                        |
| PVF–CAND                      | Hưng Yên              | Thứ 3 (V.League 2)   | 2025–26                     | 0                   | 0                        |
| SHB Đà Nẵng                   | Đà Nẵng               | Thứ 13               | 2001–02                     | 23                  | 1                        |
| Sông Lam Nghệ An              | Nghệ An               | Thứ 12               | 2000–01                     | 25                  | 25                       |

### Sân vận động
| Becamex Thành phố Hồ Chí Minh | Đông Á Thanh Hóa | Công an Hà Nội | Hà Nội | Thể Công – Viettel            |
| ----------------------------- | --- | --- | --- | ----------------------------- |
| Sân vận động Gò Đậu           | Sân vận động Thanh Hóa | Sân vận động Hàng Đẫy | Sân vận động Hàng Đẫy | Sân vận động Quốc gia Mỹ Đình |
| Sức chứa: 18.250              | Sức chứa: 14.000 | Sức chứa: 22.500 | Sức chứa: 22.500 | Sức chứa: 40.192              |
|                               | | | |                               |
| Hải Phòng                     | Becamex TP.HCMThép Xanh Nam ĐịnhHà NộiHải PhòngNinh BìnhSHB Đà NẵngPVF–CANDCông an TP.HCMHồng Lĩnh Hà TĩnhSông Lam Nghệ AnĐông Á Thanh HóaHoàng Anh Gia LaiCác đội tại Hà Nội · Công an Hà Nội · Hà Nội · Thể Công – Viettel · Địa điểm các đội bóng tham dự V.League 1 2025–26 | Becamex TP.HCMThép Xanh Nam ĐịnhHà NộiHải PhòngNinh BìnhSHB Đà NẵngPVF–CANDCông an TP.HCMHồng Lĩnh Hà TĩnhSông Lam Nghệ AnĐông Á Thanh HóaHoàng Anh Gia LaiCác đội tại Hà Nội · Công an Hà Nội · Hà Nội · Thể Công – Viettel · Địa điểm các đội bóng tham dự V.League 1 2025–26 | Becamex TP.HCMThép Xanh Nam ĐịnhHà NộiHải PhòngNinh BìnhSHB Đà NẵngPVF–CANDCông an TP.HCMHồng Lĩnh Hà TĩnhSông Lam Nghệ AnĐông Á Thanh HóaHoàng Anh Gia LaiCác đội tại Hà Nội · Công an Hà Nội · Hà Nội · Thể Công – Viettel · Địa điểm các đội bóng tham dự V.League 1 2025–26 | Hồng Lĩnh Hà Tĩnh             |
| Sân vận động Lạch Tray        | Becamex TP.HCMThép Xanh Nam ĐịnhHà NộiHải PhòngNinh BìnhSHB Đà NẵngPVF–CANDCông an TP.HCMHồng Lĩnh Hà TĩnhSông Lam Nghệ AnĐông Á Thanh HóaHoàng Anh Gia LaiCác đội tại Hà Nội · Công an Hà Nội · Hà Nội · Thể Công – Viettel · Địa điểm các đội bóng tham dự V.League 1 2025–26 | Becamex TP.HCMThép Xanh Nam ĐịnhHà NộiHải PhòngNinh BìnhSHB Đà NẵngPVF–CANDCông an TP.HCMHồng Lĩnh Hà TĩnhSông Lam Nghệ AnĐông Á Thanh HóaHoàng Anh Gia LaiCác đội tại Hà Nội · Công an Hà Nội · Hà Nội · Thể Công – Viettel · Địa điểm các đội bóng tham dự V.League 1 2025–26 | Becamex TP.HCMThép Xanh Nam ĐịnhHà NộiHải PhòngNinh BìnhSHB Đà NẵngPVF–CANDCông an TP.HCMHồng Lĩnh Hà TĩnhSông Lam Nghệ AnĐông Á Thanh HóaHoàng Anh Gia LaiCác đội tại Hà Nội · Công an Hà Nội · Hà Nội · Thể Công – Viettel · Địa điểm các đội bóng tham dự V.League 1 2025–26 | Sân vận động Hà Tĩnh          |
| Sức chứa: 30.000              | Becamex TP.HCMThép Xanh Nam ĐịnhHà NộiHải PhòngNinh BìnhSHB Đà NẵngPVF–CANDCông an TP.HCMHồng Lĩnh Hà TĩnhSông Lam Nghệ AnĐông Á Thanh HóaHoàng Anh Gia LaiCác đội tại Hà Nội · Công an Hà Nội · Hà Nội · Thể Công – Viettel · Địa điểm các đội bóng tham dự V.League 1 2025–26 | Becamex TP.HCMThép Xanh Nam ĐịnhHà NộiHải PhòngNinh BìnhSHB Đà NẵngPVF–CANDCông an TP.HCMHồng Lĩnh Hà TĩnhSông Lam Nghệ AnĐông Á Thanh HóaHoàng Anh Gia LaiCác đội tại Hà Nội · Công an Hà Nội · Hà Nội · Thể Công – Viettel · Địa điểm các đội bóng tham dự V.League 1 2025–26 | Becamex TP.HCMThép Xanh Nam ĐịnhHà NộiHải PhòngNinh BìnhSHB Đà NẵngPVF–CANDCông an TP.HCMHồng Lĩnh Hà TĩnhSông Lam Nghệ AnĐông Á Thanh HóaHoàng Anh Gia LaiCác đội tại Hà Nội · Công an Hà Nội · Hà Nội · Thể Công – Viettel · Địa điểm các đội bóng tham dự V.League 1 2025–26 | Sức chứa: 15.000              |
|                               | Becamex TP.HCMThép Xanh Nam ĐịnhHà NộiHải PhòngNinh BìnhSHB Đà NẵngPVF–CANDCông an TP.HCMHồng Lĩnh Hà TĩnhSông Lam Nghệ AnĐông Á Thanh HóaHoàng Anh Gia LaiCác đội tại Hà Nội · Công an Hà Nội · Hà Nội · Thể Công – Viettel · Địa điểm các đội bóng tham dự V.League 1 2025–26 | Becamex TP.HCMThép Xanh Nam ĐịnhHà NộiHải PhòngNinh BìnhSHB Đà NẵngPVF–CANDCông an TP.HCMHồng Lĩnh Hà TĩnhSông Lam Nghệ AnĐông Á Thanh HóaHoàng Anh Gia LaiCác đội tại Hà Nội · Công an Hà Nội · Hà Nội · Thể Công – Viettel · Địa điểm các đội bóng tham dự V.League 1 2025–26 | Becamex TP.HCMThép Xanh Nam ĐịnhHà NộiHải PhòngNinh BìnhSHB Đà NẵngPVF–CANDCông an TP.HCMHồng Lĩnh Hà TĩnhSông Lam Nghệ AnĐông Á Thanh HóaHoàng Anh Gia LaiCác đội tại Hà Nội · Công an Hà Nội · Hà Nội · Thể Công – Viettel · Địa điểm các đội bóng tham dự V.League 1 2025–26 |                               |
| Thép Xanh Nam Định            | Becamex TP.HCMThép Xanh Nam ĐịnhHà NộiHải PhòngNinh BìnhSHB Đà NẵngPVF–CANDCông an TP.HCMHồng Lĩnh Hà TĩnhSông Lam Nghệ AnĐông Á Thanh HóaHoàng Anh Gia LaiCác đội tại Hà Nội · Công an Hà Nội · Hà Nội · Thể Công – Viettel · Địa điểm các đội bóng tham dự V.League 1 2025–26 | Becamex TP.HCMThép Xanh Nam ĐịnhHà NộiHải PhòngNinh BìnhSHB Đà NẵngPVF–CANDCông an TP.HCMHồng Lĩnh Hà TĩnhSông Lam Nghệ AnĐông Á Thanh HóaHoàng Anh Gia LaiCác đội tại Hà Nội · Công an Hà Nội · Hà Nội · Thể Công – Viettel · Địa điểm các đội bóng tham dự V.League 1 2025–26 | Becamex TP.HCMThép Xanh Nam ĐịnhHà NộiHải PhòngNinh BìnhSHB Đà NẵngPVF–CANDCông an TP.HCMHồng Lĩnh Hà TĩnhSông Lam Nghệ AnĐông Á Thanh HóaHoàng Anh Gia LaiCác đội tại Hà Nội · Công an Hà Nội · Hà Nội · Thể Công – Viettel · Địa điểm các đội bóng tham dự V.League 1 2025–26 | Sông Lam Nghệ An              |
| Sân vận động Thiên Trường     | Becamex TP.HCMThép Xanh Nam ĐịnhHà NộiHải PhòngNinh BìnhSHB Đà NẵngPVF–CANDCông an TP.HCMHồng Lĩnh Hà TĩnhSông Lam Nghệ AnĐông Á Thanh HóaHoàng Anh Gia LaiCác đội tại Hà Nội · Công an Hà Nội · Hà Nội · Thể Công – Viettel · Địa điểm các đội bóng tham dự V.League 1 2025–26 | Becamex TP.HCMThép Xanh Nam ĐịnhHà NộiHải PhòngNinh BìnhSHB Đà NẵngPVF–CANDCông an TP.HCMHồng Lĩnh Hà TĩnhSông Lam Nghệ AnĐông Á Thanh HóaHoàng Anh Gia LaiCác đội tại Hà Nội · Công an Hà Nội · Hà Nội · Thể Công – Viettel · Địa điểm các đội bóng tham dự V.League 1 2025–26 | Becamex TP.HCMThép Xanh Nam ĐịnhHà NộiHải PhòngNinh BìnhSHB Đà NẵngPVF–CANDCông an TP.HCMHồng Lĩnh Hà TĩnhSông Lam Nghệ AnĐông Á Thanh HóaHoàng Anh Gia LaiCác đội tại Hà Nội · Công an Hà Nội · Hà Nội · Thể Công – Viettel · Địa điểm các đội bóng tham dự V.League 1 2025–26 | Sân vận động Vinh             |
| Sức chứa: 30.000              | Becamex TP.HCMThép Xanh Nam ĐịnhHà NộiHải PhòngNinh BìnhSHB Đà NẵngPVF–CANDCông an TP.HCMHồng Lĩnh Hà TĩnhSông Lam Nghệ AnĐông Á Thanh HóaHoàng Anh Gia LaiCác đội tại Hà Nội · Công an Hà Nội · Hà Nội · Thể Công – Viettel · Địa điểm các đội bóng tham dự V.League 1 2025–26 | Becamex TP.HCMThép Xanh Nam ĐịnhHà NộiHải PhòngNinh BìnhSHB Đà NẵngPVF–CANDCông an TP.HCMHồng Lĩnh Hà TĩnhSông Lam Nghệ AnĐông Á Thanh HóaHoàng Anh Gia LaiCác đội tại Hà Nội · Công an Hà Nội · Hà Nội · Thể Công – Viettel · Địa điểm các đội bóng tham dự V.League 1 2025–26 | Becamex TP.HCMThép Xanh Nam ĐịnhHà NộiHải PhòngNinh BìnhSHB Đà NẵngPVF–CANDCông an TP.HCMHồng Lĩnh Hà TĩnhSông Lam Nghệ AnĐông Á Thanh HóaHoàng Anh Gia LaiCác đội tại Hà Nội · Công an Hà Nội · Hà Nội · Thể Công – Viettel · Địa điểm các đội bóng tham dự V.League 1 2025–26 | Sức chứa: 18.000              |
|                               | Becamex TP.HCMThép Xanh Nam ĐịnhHà NộiHải PhòngNinh BìnhSHB Đà NẵngPVF–CANDCông an TP.HCMHồng Lĩnh Hà TĩnhSông Lam Nghệ AnĐông Á Thanh HóaHoàng Anh Gia LaiCác đội tại Hà Nội · Công an Hà Nội · Hà Nội · Thể Công – Viettel · Địa điểm các đội bóng tham dự V.League 1 2025–26 | Becamex TP.HCMThép Xanh Nam ĐịnhHà NộiHải PhòngNinh BìnhSHB Đà NẵngPVF–CANDCông an TP.HCMHồng Lĩnh Hà TĩnhSông Lam Nghệ AnĐông Á Thanh HóaHoàng Anh Gia LaiCác đội tại Hà Nội · Công an Hà Nội · Hà Nội · Thể Công – Viettel · Địa điểm các đội bóng tham dự V.League 1 2025–26 | Becamex TP.HCMThép Xanh Nam ĐịnhHà NộiHải PhòngNinh BìnhSHB Đà NẵngPVF–CANDCông an TP.HCMHồng Lĩnh Hà TĩnhSông Lam Nghệ AnĐông Á Thanh HóaHoàng Anh Gia LaiCác đội tại Hà Nội · Công an Hà Nội · Hà Nội · Thể Công – Viettel · Địa điểm các đội bóng tham dự V.League 1 2025–26 |                               |
| Công an Thành phố Hồ Chí Minh | PVF–CAND | SHB Đà Nẵng | Hoàng Anh Gia Lai | Ninh Bình                     |
| Sân vận động Thống Nhất       | PVF | Sân vận động Hòa Xuân | Sân vận động Pleiku | Sân vận động Ninh Bình        |
| Sức chứa: 15.000              | Sức chứa: 3.600 | Sức chứa: 20.000 | Sức chứa: 12.000 | Sức chứa: 25.000              |
|                               | | | |                               |

1. ↑  Thứ hạng ở mùa giải 2024–25 của Thành phố Hồ Chí Minh trước khi chuyển giao
2. ↑  Số lần tham dự giải dưới các phiên hiệu Công an Thành phố Hồ Chí Minh, Ngân hàng Đông Á và Xi măng The Vissai Ninh Bình

### Số đội theo khu vực
| Số lượng | Vùng                | Đội                                                                                            |
| -------- | ------------------- | ---------------------------------------------------------------------------------------------- |
| 7        | Đồng bằng sông Hồng | Hải Phòng, Hà Nội, Công an Hà Nội, Thể Công – Viettel, Thép Xanh Nam Định, Ninh Bình, PVF–CAND |
| 3        | Bắc Trung Bộ        | Đông Á Thanh Hóa, Hồng Lĩnh Hà Tĩnh, Sông Lam Nghệ An                                          |
| 2        | Nam Trung Bộ        | SHB Đà Nẵng, Hoàng Anh Gia Lai                                                                 |
| 2        | Đông Nam Bộ         | Becamex Thành phố Hồ Chí Minh, Công an Thành phố Hồ Chí Minh                                   |

### Nhân sự, nhà tài trợ và áo đấu
Lưu ý: Cờ cho biết đội tuyển quốc gia như đã được xác định theo quy tắc đủ điều kiện FIFA. Cầu thủ có thể có nhiều quốc tịch không thuộc FIFA.
| Đội bóng                      | Huấn luyện viên   | Đội trưởng         | Nhà sản xuất áo đấu | Nhà tài trợ chính (trên áo đấu)       |
| ----------------------------- | ----------------- | ------------------ | ------------------- | ------------------------------------- |
| Becamex Thành phố Hồ Chí Minh | Nguyễn Anh Đức    | Trống              | Kamito              | Becamex                               |
| Công an Hà Nội                | Alexandré Pölking | Nguyễn Quang Hải   | Jogarbola           | Công an Hà Nội                        |
| Công an Thành phố Hồ Chí Minh | Lê Huỳnh Đức      | Patrik Le Giang    | Jogarbola           | Công an Thành phố Hồ Chí Minh         |
| Đông Á Thanh Hóa              | Choi Won-kwon     | Doãn Ngọc Tân      | Wika                | Đông Á Group V-Odyssey                |
| Hải Phòng                     | Chu Đình Nghiêm   | Triệu Việt Hưng    | Kappa               |                                       |
| Hà Nội                        | Teguramori Makoto | Nguyễn Văn Quyết   | Jogarbola           | T&T Homes                             |
| Hoàng Anh Gia Lai             | Lê Quang Trãi     | Trống              | Motive              | ThaiGroup                             |
| Hồng Lĩnh Hà Tĩnh             | Nguyễn Công Mạnh  | Nguyễn Trọng Hoàng | Grand Sport         | Bia Sao Vàng Savabeco                 |
| Ninh Bình                     | Gerard Albadalejo | Nguyễn Hoàng Đức   | Grand Sport         | LPBank ThaiGroup                      |
| PVF–CAND                      | Thạch Bảo Khanh   | Nguyễn Huy Hùng    | Jogarbola           | MobiFone                              |
| SHB Đà Nẵng                   | Lê Đức Tuấn       | Đặng Anh Tuấn      | Wika                | SHB Tôn Pomina Murata                 |
| Sông Lam Nghệ An              | Phan Như Thuật    | Michael Olaha      | Kamito              | Gạo A An Eurosun Nikkokutrus          |
| Thép Xanh Nam Định            | Vũ Hồng Việt      | Trần Nguyên Mạnh   | Jogarbola           | Thép Xanh Xuân Thiện Xuân Thiện Group |
| Thể Công – Viettel            | Velizar Popov     | Bùi Tiến Dũng      | Li-Ning             | Thể Công Viettel TV360                |

## Bốc thăm
Lễ bốc thăm xếp lịch thi đấu Giải bóng đá Vô địch Quốc gia 2025–26 diễn ra vào chiều ngày 15 tháng 7 năm 2025 tại Hà Nội.

### Nguyên tắc bốc thăm
- Không có đội nào đá 3 trận sân nhà liên tiếp hoặc 3 trận sân khách liên tiếp.
- Bốn vòng đầu và bốn vòng cuối: Mỗi đội thi đấu 2 trận sân nhà, 2 trận sân khách.
- Hai vòng đầu và hai vòng cuối ở mỗi lượt đi và về: Mỗi đội thi đấu 1 trận sân nhà và 1 trận sân khách.
- Đội thi đấu sân nhà ở vòng đầu tiên sẽ thi đấu sân khách ở vòng cuối và ngược lại.
- Hai vòng cuối thi đấu cùng giờ trên tất cả sân đấu.

### Mã số thi đấu các đội
| Mã số | Đội                |
| ----- | ------------------ |
| 01    | SHB Đà Nẵng        |
| 02    | PVF–CAND           |
| 03    | Ninh Bình          |
| 04    | Thép Xanh Nam Định |
| 05    | Hoàng Anh Gia Lai  |
| 06    | Thể Công – Viettel |
| 07    | Hồng Lĩnh Hà Tĩnh  |

| Mã số | Đội                           |
| ----- | ----------------------------- |
| 08    | Hải Phòng                     |
| 09    | Đông Á Thanh Hóa              |
| 10    | Sông Lam Nghệ An              |
| 11    | Công an Thành phố Hồ Chí Minh |
| 12    | Becamex Thành phố Hồ Chí Minh |
| 13    | Hà Nội                        |
| 14    | Công an Hà Nội                |

## Phát sóng
Toàn bộ các trận đấu của V.League 1 2025–26 được phát sóng trên các kênh truyền hình và nền tảng sau:

### Truyền hình
- HTV: HTV Thể Thao

### Nền tảng trực tuyến
- Ứng dụng: FPT Play, TV360, MyTV, HTVm, HTVC

## Khai mạc
Lễ khai mạc chính thức của giải đấu diễn ra vào lúc 18:30 ngày 16 tháng 8 năm 2025 tại Sân vận động Thống Nhất, Thành phố Hồ Chí Minh, với trận đấu khai mạc diễn ra lúc 19:15 giữa Công an Thành phố Hồ Chí Minh và Hà Nội.

## Lịch thi đấu và kết quả

### Lịch thi đấu

#### Vòng 1
| 15 tháng 8 năm 2025 | Công an Hà Nội                                                   | 1–1                              | Thể Công – Viettel                                              | Ô Chợ Dừa, Hà Nội                                                      |  |
| 19:15               | - Alan Grafite 22' - Vitão 56' - Phó Trưởng Đoàn Lê Xuân Hải 61' | Chi tiết FPT Play, TV360+4, MyTV | - Lucão do Break 3' - Đinh Xuân Tiến 5' - HLV Velizar Popov 82' | Sân vận động: Hàng Đẫy Lượng khán giả: 11.950 Trọng tài: Hoàng Ngọc Hà |  |

| 16 tháng 8 năm 2025 | Thép Xanh Nam Định                                              | 2–1               | Hải Phòng                                 | Nam Định, Ninh Bình                                                           |  |
| 18:00               | - Trần Văn Kiên 13' - Lý Công Hoàng Anh 67' - Kevin Pham Ba 88' | Chi tiết FPT Play | - Luiz Antônio 32' - Bicou Bissainthe 60' | Sân vận động: Thiên Trường Lượng khán giả: 7.000 Trọng tài: Nguyễn Trung Kiên |  |

| 16 tháng 8 năm 2025 | Công an Thành phố Hồ Chí Minh                                                                                 | 2–1                             | Hà Nội                                                                                          | Diên Hồng, Thành phố Hồ Chí Minh                                       |  |
| 19:15               | - Nguyễn Tiến Linh 2' - Võ Huy Toàn 27' - Trần Hoàng Phúc 45+4' - Khổng Minh Gia Bảo 71' - Tẩy Văn Toàn 90+5' | Chi tiết FPT Play, HTV Thể thao | - Lê Văn Xuân 9' - Adriel 36' - Đậu Văn Toàn 46' - Nguyễn Thành Chung 48' - Nguyễn Văn Tùng 84' | Sân vận động: Thống Nhất Lượng khán giả: 10.000 Trọng tài: Ngô Duy Lân |  |

| 17 tháng 8 năm 2025 | Hoàng Anh Gia Lai | 0–3                             | Becamex Thành phố Hồ Chí Minh                                            | Pleiku, Gia Lai                                                    |  |
| 17:00               | Phan Du Học 67'   | Chi tiết FPT Play, HTV Thể thao | - Võ Minh Trọng 42' (ph.đ.) - Nguyễn Văn Anh 72' - Origbaajo Ismaila 83' | Sân vận động: Pleiku Lượng khán giả: 6.000 Trọng tài: Đỗ Khánh Nam |  |

| 17 tháng 8 năm 2025 | Hồng Lĩnh Hà Tĩnh                      | 1–3               | Ninh Bình                                                         | Thành Sen, Hà Tĩnh                                                      |  |
| 18:00               | - Mai Sỹ Hoàng 34' - Huỳnh Tấn Tài 36' | Chi tiết FPT Play | - Nguyễn Đức Chiến 40' - Dụng Quang Nho 89' - Phạm Gia Hưng 90+3' | Sân vận động: Hà Tĩnh Lượng khán giả: 5.000 Trọng tài: Hoàng Thanh Bình |  |

| 17 tháng 8 năm 2025 | Đông Á Thanh Hóa   | 1–1               | SHB Đà Nẵng                            | Hạc Thành, Thanh Hóa                                                      |  |
| 18:00               | Nguyễn Ngọc Mỹ 65' | Chi tiết FPT Play | - Nguyễn Đức Anh 33' - David Henen 63' | Sân vận động: Thanh Hóa Lượng khán giả: 4.000 Trọng tài: Nguyễn Viết Duẩn |  |

| 17 tháng 8 năm 2025 | PVF–CAND | 2–1                        | Sông Lam Nghệ An                        | Nghĩa Trụ, Hưng Yên                                           |  |
| 18:00               | - Amarildo 42' - Nguyễn Văn Trạng 47' - Joseph Mpande 67' - Phùng Viết Trường 90+6' - Nguyễn Thanh Nhàn 90+8' | Chi tiết FPT Play, TV360+5 | - Michael Olaha 59' - Justin Garcia 75' | Sân vận động: PVF Lượng khán giả: 3.000 Trọng tài: Đỗ Anh Đức |  |

#### Vòng 2
| 22 tháng 8 năm 2025 | Thể Công – Viettel | –                               | Công an Thành phố Hồ Chí Minh | Ô Chợ Dừa, Hà Nội      |  |
| 19:15               |                    | Chi tiết FPT Play, HTV Thể thao |                               | Sân vận động: Hàng Đẫy |  |

| 23 tháng 8 năm 2025 | SHB Đà Nẵng | –                 | Hồng Lĩnh Hà Tĩnh | Hòa Xuân, Đà Nẵng      |  |
| 18:00               |             | Chi tiết FPT Play |                   | Sân vận động: Hòa Xuân |  |

| 23 tháng 8 năm 2025 | Ninh Bình | –                           | Đông Á Thanh Hóa | Hoa Lư, Ninh Bình       |  |
| 18:00               |           | Chi tiết FPT Play, TV 360+4 |                  | Sân vận động: Ninh Bình |  |

| 23 tháng 8 năm 2025 | Sông Lam Nghệ An | –                                | Thép Xanh Nam Định | Thành Vinh, Nghệ An |  |
| 18:00               |                  | Chi tiết FPT Play, TV360+5, MyTV |                    | Sân vận động: Vinh  |  |

| 23 tháng 8 năm 2025 | Hải Phòng | –                 | PVF–CAND | Gia Viên, Hải Phòng     |  |
| 18:00               |           | Chi tiết FPT Play |          | Sân vận động: Lạch Tray |  |

| 23 tháng 8 năm 2025 | Hà Nội | –                       | Hoàng Anh Gia Lai | Ô Chợ Dừa, Hà Nội      |  |
| 19:15               |        | Chi tiết FPT Play, MyTV |                   | Sân vận động: Hàng Đẫy |  |

| 24 tháng 8 năm 2025 | Becamex Thành phố Hồ Chí Minh | –                               | Công an Hà Nội | Thủ Dầu Một, Thành phố Hồ Chí Minh |  |
| 18:00               |                               | Chi tiết FPT Play, HTV Thể thao |                | Sân vận động: Gò Đậu               |  |

#### Vòng 3
| 27 tháng 8 năm 2025 | SHB Đà Nẵng | –                 | Ninh Bình | Hòa Xuân, Đà Nẵng      |  |
| 18:00               |             | Chi tiết FPT Play |           | Sân vận động: Hòa Xuân |  |

| 27 tháng 8 năm 2025 | Hồng Lĩnh Hà Tĩnh | –                 | Đông Á Thanh Hóa | Thành Sen, Hà Tĩnh    |  |
| 18:00               |                   | Chi tiết FPT Play |                  | Sân vận động: Hà Tĩnh |  |

| 27 tháng 8 năm 2025 | Thép Xanh Nam Định | –                 | PVF–CAND | Nam Định, Ninh Bình        |  |
| 18:00               |                    | Chi tiết FPT Play |          | Sân vận động: Thiên Trường |  |

| 27 tháng 8 năm 2025 | Hải Phòng | –                 | Sông Lam Nghệ An | Gia Viên, Hải Phòng     |  |
| 18:00               |           | Chi tiết FPT Play |                  | Sân vận động: Lạch Tray |  |

| 28 tháng 8 năm 2025 | Công an Thành phố Hồ Chí Minh | –                 | Hoàng Anh Gia Lai | Diên Hồng, Thành phố Hồ Chí Minh |  |
| 19:15               |                               | Chi tiết FPT Play |                   | Sân vận động: Thống Nhất         |  |

| 28 tháng 8 năm 2025 | Công an Hà Nội | –                 | Hà Nội | Ô Chợ Dừa, Hà Nội      |  |
| 19:15               |                | Chi tiết FPT Play |        | Sân vận động: Hàng Đẫy |  |

| 29 tháng 8 năm 2025 | Thể Công – Viettel | –                 | Becamex Thành phố Hồ Chí Minh | Ô Chợ Dừa, Hà Nội      |  |
| 19:15               |                    | Chi tiết FPT Play |                               | Sân vận động: Hàng Đẫy |  |

#### Vòng 4
| 20 tháng 9 năm 2025 | PVF–CAND | –                 | SHB Đà Nẵng | Nghĩa Trụ, Hưng Yên |  |
| 18:00               |          | Chi tiết FPT Play |             | Sân vận động: PVF   |  |

| 20 tháng 9 năm 2025 | Đông Á Thanh Hóa | –                 | Hải Phòng | Hạc Thành, Thanh Hóa    |  |
| 18:00               |                  | Chi tiết FPT Play |           | Sân vận động: Thanh Hóa |  |

| 20 tháng 9 năm 2025 | Hà Nội | –                 | Thể Công – Viettel | Ô Chợ Dừa, Hà Nội      |  |
| 18:00               |        | Chi tiết FPT Play |                    | Sân vận động: Hàng Đẫy |  |

| 21 tháng 9 năm 2025 | Hoàng Anh Gia Lai | –                 | Công an Hà Nội | Pleiku, Gia Lai      |  |
| 17:00               |                   | Chi tiết FPT Play |                | Sân vận động: Pleiku |  |

| 21 tháng 9 năm 2025 | Sông Lam Nghệ An | –                 | Hồng Lĩnh Hà Tĩnh | Thành Vinh, Nghệ An |  |
| 18:00               |                  | Chi tiết FPT Play |                   | Sân vận động: Vinh  |  |

| 21 tháng 9 năm 2025 | Becamex Thành phố Hồ Chí Minh | –                 | Công an Thành phố Hồ Chí Minh | Thủ Dầu Một, Thành phố Hồ Chí Minh |  |
| 18:00               |                               | Chi tiết FPT Play |                               | Sân vận động: Gò Đậu               |  |

| 22 tháng 9 năm 2025 | Ninh Bình | –                 | Thép Xanh Nam Định | Hoa Lư, Ninh Bình       |  |
| 18:00               |           | Chi tiết FPT Play |                    | Sân vận động: Ninh Bình |  |

#### Vòng 5
| 26 tháng 9 năm 2025 | Hà Nội | –                 | Đông Á Thanh Hóa | Ô Chợ Dừa, Hà Nội      |  |
| 19:15               |        | Chi tiết FPT Play |                  | Sân vận động: Hàng Đẫy |  |

| 27 tháng 9 năm 2025 | Sông Lam Nghệ An | –                    | Công an Thành phố Hồ Chí Minh | Thành Vinh, Nghệ An |  |
| 18:00               |                  | [ Chi tiết] FPT Play |                               | Sân vận động: Vinh  |  |

| 27 tháng 9 năm 2025 |  | –                    |  |  |  |
| 18:00               |  | [ Chi tiết] FPT Play |  |  |  |

| 27 tháng 9 năm 2025 |  | –                    |  |  |  |
| 18:00               |  | [ Chi tiết] FPT Play |  |  |  |

| 28 tháng 9 năm 2025 |  | –                    |  |  |  |
| 18:00               |  | [ Chi tiết] FPT Play |  |  |  |

| 28 tháng 9 năm 2025 | Thép Xanh Nam Định | –                    | Công an Hà Nội | Nam Định, Ninh Bình        |  |
| 18:00               |                    | [ Chi tiết] FPT Play |                | Sân vận động: Thiên Trường |  |

| 28 tháng 9 năm 2025 |  | –                    |  | Ô Chợ Dừa, Hà Nội      |  |
| 18:00               |  | [ Chi tiết] FPT Play |  | Sân vận động: Hàng Đẫy |  |

#### Vòng 6
| 13 tháng 9 năm 2025 | Công an Hà Nội | –                        | Hải Phòng | Ô Chợ Dừa, Hà Nội      |  |
| 19:15               |                | Chi tiết FPT Play, TV360 |           | Sân vận động: Hàng Đẫy |  |

| 13 tháng 9 năm 2025 | Công an Thành phố Hồ Chí Minh | –                        | Thép Xanh Nam Định | Diên Hồng, Thành phố Hồ Chí Minh |  |
| 19:15               |                               | Chi tiết FPT Play, TV360 |                    | Sân vận động: Thống Nhất         |  |

| 01 tháng 10 năm 2025 | SHB Đà Nẵng | –                        | Hà Nội | Hòa Xuân, Đà Nẵng      |  |
| 18:00                |             | Chi tiết FPT Play, TV360 |        | Sân vận động: Hòa Xuân |  |

| 02 tháng 10 năm 2025 |  | –                           |  |  |  |
| 18:00                |  | [ Chi tiết] FPT Play, TV360 |  |  |  |

| 02 tháng 10 năm 2025 |  | –                           |  |  |  |
| 18:00                |  | [ Chi tiết] FPT Play, TV360 |  |  |  |

| 03 tháng 10 năm 2025 |  | –                           |  |  |  |
| 18:00                |  | [ Chi tiết] FPT Play, TV360 |  |  |  |

| 03 tháng 10 năm 2025 | Hoàng Anh Gia Lai | –                           | Sông Lam Nghệ An | Pleiku, Gia Lai      |  |
| 17:00                |                   | [ Chi tiết] FPT Play, TV360 |                  | Sân vận động: Pleiku |  |

#### Vòng 7
| 18 tháng 10 năm 2025 | Sông Lam Nghệ An | –                           | Công an Hà Nội | Thành Vinh, Nghệ An |  |
| 18:00                |                  | [ Chi tiết] FPT Play, TV360 |                | Sân vận động: Vinh  |  |

| 18 tháng 10 năm 2025 |  | –                           |  |  |  |
| 18:00                |  | [ Chi tiết] FPT Play, TV360 |  |  |  |

| 18 tháng 10 năm 2025 | Hà Nội | –                        | Ninh Bình | Ô Chợ Dừa, Hà Nội      |  |
| 19:15                |        | Chi tiết FPT Play, TV360 |           | Sân vận động: Hàng Đẫy |  |

| 19 tháng 10 năm 2025 |  | –                           |  |  |  |
| 18:00                |  | [ Chi tiết] FPT Play, TV360 |  |  |  |

| 19 tháng 10 năm 2025 |  | –                           |  |  |  |
| 18:00                |  | [ Chi tiết] FPT Play, TV360 |  |  |  |

| 19 tháng 10 năm 2025 |  | –                           |  |  |  |
| 18:00                |  | [ Chi tiết] FPT Play, TV360 |  |  |  |

| 20 tháng 10 năm 2025 |  | –                           |  | Ô Chợ Dừa, Hà Nội      |  |
| 18:00                |  | [ Chi tiết] FPT Play, TV360 |  | Sân vận động: Hàng Đẫy |  |

#### Vòng 8
| 25 tháng 10 năm 2025 |  | –                           |  |  |  |
| 18:00                |  | [ Chi tiết] FPT Play, TV360 |  |  |  |

| 25 tháng 10 năm 2025 | Becamex Thành phố Hồ Chí Minh | –                           | Hà Nội | Thủ Dầu Một, Thành phố Hồ Chí Minh |  |
| 18:00                |                               | [ Chi tiết] FPT Play, TV360 |        | Sân vận động: Gò Đậu               |  |

| 26 tháng 10 năm 2025 |  | –                           |  |  |  |
| 18:00                |  | [ Chi tiết] FPT Play, TV360 |  |  |  |

| 26 tháng 10 năm 2025 |  | –                           |  |  |  |
| 18:00                |  | [ Chi tiết] FPT Play, TV360 |  |  |  |

| 26 tháng 10 năm 2025 | Sông Lam Nghệ An | –                           | Đông Á Thanh Hóa | Thành Vinh, Nghệ An |  |
| 18:00                |                  | [ Chi tiết] FPT Play, TV360 |                  | Sân vận động: Vinh  |  |

| 27 tháng 10 năm 2025 |  | –                           |  |  |  |
| 18:00                |  | [ Chi tiết] FPT Play, TV360 |  |  |  |

| 27 tháng 10 năm 2025 | Công an Hà Nội | –                           | Công an Thành phố Hồ Chí Minh | Ô Chợ Dừa, Hà Nội      |  |
| 18:00                |                | [ Chi tiết] FPT Play, TV360 |                               | Sân vận động: Hàng Đẫy |  |

#### Vòng 9
| 31 tháng 10 năm 2025 |  | –                           |  |  |  |
| 18:00                |  | [ Chi tiết] FPT Play, TV360 |  |  |  |

| 31 tháng 10 năm 2025 | Công an Hà Nội | –                           | PVF–CAND | Ô Chợ Dừa, Hà Nội      |  |
| 19:15                |                | [ Chi tiết] FPT Play, TV360 |          | Sân vận động: Hàng Đẫy |  |

| 31 tháng 10 năm 2025 | Hồng Lĩnh Hà Tĩnh | –                           | Hà Nội | Thành Sen, Hà Tĩnh    |  |
| 18:00                |                   | [ Chi tiết] FPT Play, TV360 |        | Sân vận động: Hà Tĩnh |  |

| 01 tháng 11 năm 2025 |  | –                           |  |  |  |
| 18:00                |  | [ Chi tiết] FPT Play, TV360 |  |  |  |

| 01 tháng 11 năm 2025 |  | –                           |  |  |  |
| 18:00                |  | [ Chi tiết] FPT Play, TV360 |  |  |  |

| 02 tháng 11 năm 2025 | SHB Đà Nẵng | –                           | Sông Lam Nghệ An | Hòa Xuân, Đà Nẵng      |  |
| 18:00                |             | [ Chi tiết] FPT Play, TV360 |                  | Sân vận động: Hòa Xuân |  |

| 02 tháng 11 năm 2025 |  | –                           |  |  |  |
| 18:00                |  | [ Chi tiết] FPT Play, TV360 |  |  |  |

#### Vòng 10
| 04 tháng 11 năm 2025 |  | –                           |  |  |  |
| 18:00                |  | [ Chi tiết] FPT Play, TV360 |  |  |  |

| 04 tháng 11 năm 2025 | Hà Nội | –                           | PVF–CAND | Ô Chợ Dừa, Hà Nội      |  |
| 19:15                |        | [ Chi tiết] FPT Play, TV360 |          | Sân vận động: Hàng Đẫy |  |

| 06 tháng 11 năm 2025 |  | –                           |  |  |  |
| 18:00                |  | [ Chi tiết] FPT Play, TV360 |  |  |  |

| 06 tháng 11 năm 2025 |  | –                           |  |  |  |
| 18:00                |  | [ Chi tiết] FPT Play, TV360 |  |  |  |

| 06 tháng 11 năm 2025 | Ninh Bình | –                           | Sông Lam Nghệ An | Hoa Lư, Ninh Bình       |  |
| 18:00                |           | [ Chi tiết] FPT Play, TV360 |                  | Sân vận động: Ninh Bình |  |

| 01 tháng 2 năm 2026 | Đông Á Thanh Hóa | –                           | Công an Hà Nội | Hạc Thành, Thanh Hóa    |  |
| 18:00               |                  | [ Chi tiết] FPT Play, TV360 |                | Sân vận động: Thanh Hóa |  |

| 01 tháng 2 năm 2026 |  | –                           |  |  |  |
| 18:00               |  | [ Chi tiết] FPT Play, TV360 |  |  |  |

#### Vòng 11
| 08 tháng 11 năm 2025 |  | –                           |  |  |  |
| 18:00                |  | [ Chi tiết] FPT Play, TV360 |  |  |  |

| 08 tháng 11 năm 2025 |  | –                           |  |  |  |
| 18:00                |  | [ Chi tiết] FPT Play, TV360 |  |  |  |

| 09 tháng 11 năm 2025 | Sông Lam Nghệ An | –                           | Becamex Thành phố Hồ Chí Minh | Thành Vinh, Nghệ An |  |
| 18:00                |                  | [ Chi tiết] FPT Play, TV360 |                               | Sân vận động: Vinh  |  |

| 09 tháng 11 năm 2025 |  | –                           |  |  |  |
| 18:00                |  | [ Chi tiết] FPT Play, TV360 |  |  |  |

| 09 tháng 11 năm 2025 |  | –                           |  |  |  |
| 18:00                |  | [ Chi tiết] FPT Play, TV360 |  |  |  |

| 10 tháng 11 năm 2025 | Thép Xanh Nam Định | –                           | Hà Nội | Nam Định, Ninh Bình        |  |
| 18:00                |                    | [ Chi tiết] FPT Play, TV360 |        | Sân vận động: Thiên Trường |  |

| 10 tháng 11 năm 2025 | Công an Hà Nội | –                           | Hồng Lĩnh Hà Tĩnh | Ô Chợ Dừa, Hà Nội      |  |
| 19:15                |                | [ Chi tiết] FPT Play, TV360 |                   | Sân vận động: Hàng Đẫy |  |

#### Vòng 12
| 30 tháng 1 năm 2026 |  | –                           |  |  |  |
| 18:00               |  | [ Chi tiết] FPT Play, TV360 |  |  |  |

| 31 tháng 1 năm 2026 |  | –                           |  |  |  |
| 18:00               |  | [ Chi tiết] FPT Play, TV360 |  |  |  |

| 31 tháng 1 năm 2025 | Sông Lam Nghệ An | –                           | Hà Nội | Thành Vinh, Nghệ An |  |
| 18:00               |                  | [ Chi tiết] FPT Play, TV360 |        | Sân vận động: Vinh  |  |

| 01 tháng 2 năm 2026 |  | –                           |  |  |  |
| 18:00               |  | [ Chi tiết] FPT Play, TV360 |  |  |  |

| 24 tháng 2 năm 2026 |  | –                           |  |  |  |
| 18:00               |  | [ Chi tiết] FPT Play, TV360 |  |  |  |

| 24 tháng 2 năm 2026 |  | –                           |  |  |  |
| 18:00               |  | [ Chi tiết] FPT Play, TV360 |  |  |  |

| 24 tháng 2 năm 2026 | Công an Hà Nội | –                           | Ninh Bình | Ô Chợ Dừa, Hà Nội      |  |
| 19:15               |                | [ Chi tiết] FPT Play, TV360 |           | Sân vận động: Hàng Đẫy |  |

#### Vòng 13
| 07 tháng 2 năm 2026 |  | –                           |  |  |  |
| 18:00               |  | [ Chi tiết] FPT Play, TV360 |  |  |  |

| 07 tháng 2 năm 2026 | Hà Nội | –                           | Hải Phòng | Ô Chợ Dừa, Hà Nội      |  |
| 19:15               |        | [ Chi tiết] FPT Play, TV360 |           | Sân vận động: Hàng Đẫy |  |

| 08 tháng 2 năm 2026 |  | –                           |  |  |  |
| 18:00               |  | [ Chi tiết] FPT Play, TV360 |  |  |  |

| 08 tháng 2 năm 2026 | Thể Công – Viettel | –                           | Sông Lam Nghệ An | Từ Liêm, Hà Nội       |  |
| 19:15               |                    | [ Chi tiết] FPT Play, TV360 |                  | Sân vận động: Mỹ Đình |  |

| 08 tháng 2 năm 2026 |  | –                           |  |  |  |
| 18:00               |  | [ Chi tiết] FPT Play, TV360 |  |  |  |

| 09 tháng 2 năm 2026 |  | –                           |  |  |  |
| 18:00               |  | [ Chi tiết] FPT Play, TV360 |  |  |  |

| 09 tháng 2 năm 2026 | SHB Đà Nẵng | –                           | Công an Hà Nội | Hòa Xuân, Đà Nẵng      |  |
| 18:00               |             | [ Chi tiết] FPT Play, TV360 |                | Sân vận động: Hòa Xuân |  |

#### Vòng 14
| năm 2026 |  | –                           |  |  |  |
| 18:00    |  | [ Chi tiết] FPT Play, TV360 |  |  |  |

| năm 2026 |  | –                           |  |  |  |
| 18:00    |  | [ Chi tiết] FPT Play, TV360 |  |  |  |

| năm 2026 | Thể Công – Viettel | –                           | Hà Nội | Từ Liêm, Hà Nội       |  |
| 19:15    |                    | [ Chi tiết] FPT Play, TV360 |        | Sân vận động: Mỹ Đình |  |

| năm 2026 | Hồng Lĩnh Hà Tĩnh | –                           | Sông Lam Nghệ An | Thành Sen, Hà Tĩnh    |  |
| 18:00    |                   | [ Chi tiết] FPT Play, TV360 |                  | Sân vận động: Hà Tĩnh |  |

| năm 2026 |  | –                           |  |  |  |
| 18:00    |  | [ Chi tiết] FPT Play, TV360 |  |  |  |

| năm 2026 |  | –                           |  |  |  |
| 18:00    |  | [ Chi tiết] FPT Play, TV360 |  |  |  |

| năm 2026 | Công an Hà Nội | –                           | Hoàng Anh Gia Lai | Ô Chợ Dừa, Hà Nội      |  |
| 18:00    |                | [ Chi tiết] FPT Play, TV360 |                   | Sân vận động: Hàng Đẫy |  |

#### Vòng 15
| năm 2026 |  | –                           |  |  |  |
| 18:00    |  | [ Chi tiết] FPT Play, TV360 |  |  |  |

| năm 2026 |  | –                           |  |  |  |
| 18:00    |  | [ Chi tiết] FPT Play, TV360 |  |  |  |

| năm 2026 |  | –                           |  |  |  |
| 18:00    |  | [ Chi tiết] FPT Play, TV360 |  |  |  |

| năm 2026 |  | –                           |  |  |  |
| 18:00    |  | [ Chi tiết] FPT Play, TV360 |  |  |  |

| năm 2026 | Sông Lam Nghệ An | –                           | Hải Phòng | Thành Vinh, Nghệ An |  |
| 18:00    |                  | [ Chi tiết] FPT Play, TV360 |           | Sân vận động: Vinh  |  |

| năm 2026 |  | –                           |  |  |  |
| 18:00    |  | [ Chi tiết] FPT Play, TV360 |  |  |  |

| năm 2026 | Hà Nội | –                           | Công an Hà Nội | Ô Chợ Dừa, Hà Nội      |  |
| 19:15    |        | [ Chi tiết] FPT Play, TV360 |                | Sân vận động: Hàng Đẫy |  |

#### Vòng 16
| năm 2026 |  | –                           |  |  |  |
| 18:00    |  | [ Chi tiết] FPT Play, TV360 |  |  |  |

| năm 2026 | Ninh Bình | –                           | Công an Hà Nội | Hoa Lư, Ninh Bình       |  |
| 18:00    |           | [ Chi tiết] FPT Play, TV360 |                | Sân vận động: Ninh Bình |  |

| năm 2026 |  | –                           |  |  |  |
| 18:00    |  | [ Chi tiết] FPT Play, TV360 |  |  |  |

| năm 2026 |  | –                           |  |  |  |
| 18:00    |  | [ Chi tiết] FPT Play, TV360 |  |  |  |

| năm 2026 |  | –                           |  |  |  |
| 18:00    |  | [ Chi tiết] FPT Play, TV360 |  |  |  |

| năm 2026 |  | –                           |  |  |  |
| 18:00    |  | [ Chi tiết] FPT Play, TV360 |  |  |  |

| năm 2026 | Hà Nội | –                           | Sông Lam Nghệ An | Ô Chợ Dừa, Hà Nội      |  |
| 19:15    |        | [ Chi tiết] FPT Play, TV360 |                  | Sân vận động: Hàng Đẫy |  |

#### Vòng 17
| năm 2026 |  | –                           |  |  |  |
| 18:00    |  | [ Chi tiết] FPT Play, TV360 |  |  |  |

| năm 2026 |  | –                           |  |  |  |
| 18:00    |  | [ Chi tiết] FPT Play, TV360 |  |  |  |

| năm 2026 |  | –                           |  |  |  |
| 18:00    |  | [ Chi tiết] FPT Play, TV360 |  |  |  |

| năm 2026 | Hải Phòng | –                           | Hà Nội | Gia Viên, Hải Phòng     |  |
| 18:00    |           | [ Chi tiết] FPT Play, TV360 |        | Sân vận động: Lạch Tray |  |

| năm 2026 |  | –                           |  |  |  |
| 18:00    |  | [ Chi tiết] FPT Play, TV360 |  |  |  |

| năm 2026 | Sông Lam Nghệ An | –                           | Thể Công – Viettel | Thành Vinh, Nghệ An |  |
| 18:00    |                  | [ Chi tiết] FPT Play, TV360 |                    | Sân vận động: Vinh  |  |

| năm 2026 | Công an Hà Nội | –                           | SHB Đà Nẵng | Ô Chợ Dừa, Hà Nội      |  |
| 19:15    |                | [ Chi tiết] FPT Play, TV360 |             | Sân vận động: Hàng Đẫy |  |

#### Vòng 18
| năm 2026 | PVF–CAND | –                           | Công an Hà Nội | Nghĩa Trụ, Hưng Yên |  |
| 18:00    |          | [ Chi tiết] FPT Play, TV360 |                | Sân vận động: PVF   |  |

| năm 2026 |  | –                           |  |  |  |
| 18:00    |  | [ Chi tiết] FPT Play, TV360 |  |  |  |

| năm 2026 |  | –                           |  |  |  |
| 18:00    |  | [ Chi tiết] FPT Play, TV360 |  |  |  |

| năm 2026 |  | –                           |  |  |  |
| 18:00    |  | [ Chi tiết] FPT Play, TV360 |  |  |  |

| năm 2026 | Sông Lam Nghệ An | –                           | SHB Đà Nẵng | Thành Vinh, Nghệ An |  |
| 18:00    |                  | [ Chi tiết] FPT Play, TV360 |             | Sân vận động: Vinh  |  |

| năm 2026 |  | –                           |  |  |  |
| 18:00    |  | [ Chi tiết] FPT Play, TV360 |  |  |  |

| năm 2026 | Hà Nội | –                           | Hồng Lĩnh Hà Tĩnh | Ô Chợ Dừa, Hà Nội      |  |
| 19:15    |        | [ Chi tiết] FPT Play, TV360 |                   | Sân vận động: Hàng Đẫy |  |

#### Vòng 19
| năm 2026 |  | –                           |  |  |  |
| 18:00    |  | [ Chi tiết] FPT Play, TV360 |  |  |  |

| năm 2026 |  | –                           |  |  |  |
| 18:00    |  | [ Chi tiết] FPT Play, TV360 |  |  |  |

| năm 2026 |  | –                           |  |  |  |
| 18:00    |  | [ Chi tiết] FPT Play, TV360 |  |  |  |

| năm 2026 |  | –                           |  |  |  |
| 18:00    |  | [ Chi tiết] FPT Play, TV360 |  |  |  |

| năm 2026 | Đông Á Thanh Hóa | –                           | Sông Lam Nghệ An | Hạc Thành, Thanh Hóa    |  |
| 18:00    |                  | [ Chi tiết] FPT Play, TV360 |                  | Sân vận động: Thanh Hóa |  |

| năm 2026 | Công an Thành phố Hồ Chí Minh | –                           | Công an Hà Nội | Diên Hồng, Thành phố Hồ Chí Minh |  |
| 19:15    |                               | [ Chi tiết] FPT Play, TV360 |                | Sân vận động: Thống Nhất         |  |

| năm 2026 | Hà Nội | –                           | Becamex Thành phố Hồ Chí Minh | Ô Chợ Dừa, Hà Nội      |  |
| 19:15    |        | [ Chi tiết] FPT Play, TV360 |                               | Sân vận động: Hàng Đẫy |  |

#### Vòng 20
| năm 2026 |  | –                           |  |  |  |
| 18:00    |  | [ Chi tiết] FPT Play, TV360 |  |  |  |

| năm 2026 | Ninh Bình | –                           | Hà Nội | Hoa Lư, Ninh Bình       |  |
| 18:00    |           | [ Chi tiết] FPT Play, TV360 |        | Sân vận động: Ninh Bình |  |

| năm 2026 |  | –                           |  |  |  |
| 18:00    |  | [ Chi tiết] FPT Play, TV360 |  |  |  |

| năm 2026 |  | –                           |  |  |  |
| 18:00    |  | [ Chi tiết] FPT Play, TV360 |  |  |  |

| năm 2026 |  | –                           |  |  |  |
| 18:00    |  | [ Chi tiết] FPT Play, TV360 |  |  |  |

| năm 2026 |  | –                           |  |  |  |
| 18:00    |  | [ Chi tiết] FPT Play, TV360 |  |  |  |

| năm 2026 | Công an Hà Nội | –                           | Sông Lam Nghệ An | Ô Chợ Dừa, Hà Nội      |  |
| 19:15    |                | [ Chi tiết] FPT Play, TV360 |                  | Sân vận động: Hàng Đẫy |  |

#### Vòng 21
| năm 2026 |  | –                           |  |  |  |
| 18:00    |  | [ Chi tiết] FPT Play, TV360 |  |  |  |

| năm 2026 |  | –                           |  |  |  |
| 18:00    |  | [ Chi tiết] FPT Play, TV360 |  |  |  |

| năm 2026 |  | –                           |  |  |  |
| 18:00    |  | [ Chi tiết] FPT Play, TV360 |  |  |  |

| năm 2026 | Hải Phòng | –                           | Công an Hà Nội | Gia Viên, Hải Phòng     |  |
| 18:00    |           | [ Chi tiết] FPT Play, TV360 |                | Sân vận động: Lạch Tray |  |

| năm 2026 | Sông Lam Nghệ An | –                           | Hoàng Anh Gia Lai | Thành Vinh, Nghệ An |  |
| 18:00    |                  | [ Chi tiết] FPT Play, TV360 |                   | Sân vận động: Vinh  |  |

| năm 2026 |  | –                           |  |  |  |
| 18:00    |  | [ Chi tiết] FPT Play, TV360 |  |  |  |

| năm 2026 | Hà Nội | –                           | SHB Đà Nẵng | Ô Chợ Dừa, Hà Nội      |  |
| 19:15    |        | [ Chi tiết] FPT Play, TV360 |             | Sân vận động: Hàng Đẫy |  |

#### Vòng 22
| năm 2026 |  | –                           |  |  |  |
| 18:00    |  | [ Chi tiết] FPT Play, TV360 |  |  |  |

| năm 2026 |  | –                           |  |  |  |
| 18:00    |  | [ Chi tiết] FPT Play, TV360 |  |  |  |

| năm 2026 |  | –                           |  |  |  |
| 18:00    |  | [ Chi tiết] FPT Play, TV360 |  |  |  |

| năm 2026 |  | –                           |  |  |  |
| 18:00    |  | [ Chi tiết] FPT Play, TV360 |  |  |  |

| năm 2026 | Đông Á Thanh Hóa | –                           | Hà Nội | Hạc Thành, Thanh Hóa    |  |
| 18:00    |                  | [ Chi tiết] FPT Play, TV360 |        | Sân vận động: Thanh Hóa |  |

| năm 2026 | Công an Thành phố Hồ Chí Minh | –                           | Sông Lam Nghệ An | Diên Hồng, Thành phố Hồ Chí Minh |  |
| 19:15    |                               | [ Chi tiết] FPT Play, TV360 |                  | Sân vận động: Thống Nhất         |  |

| năm 2026 | Công an Hà Nội | –                           | Thép Xanh Nam Định | Ô Chợ Dừa, Hà Nội      |  |
| 19:15    |                | [ Chi tiết] FPT Play, TV360 |                    | Sân vận động: Hàng Đẫy |  |

#### Vòng 23
| năm 2026 | PVF–CAND | –                           | Hà Nội | Nghĩa Trụ, Hưng Yên |  |
| 18:00    |          | [ Chi tiết] FPT Play, TV360 |        | Sân vận động: PVF   |  |

| năm 2026 |  | –                           |  |  |  |
| 18:00    |  | [ Chi tiết] FPT Play, TV360 |  |  |  |

| năm 2026 |  | –                           |  |  |  |
| 18:00    |  | [ Chi tiết] FPT Play, TV360 |  |  |  |

| năm 2026 |  | –                           |  |  |  |
| 18:00    |  | [ Chi tiết] FPT Play, TV360 |  |  |  |

| năm 2026 | Sông Lam Nghệ An | –                           | Ninh Bình | Thành Vinh, Nghệ An |  |
| 18:00    |                  | [ Chi tiết] FPT Play, TV360 |           | Sân vận động: Vinh  |  |

| năm 2026 |  | –                           |  |  |  |
| 18:00    |  | [ Chi tiết] FPT Play, TV360 |  |  |  |

| năm 2026 | Công an Hà Nội | –                           | Đông Á Thanh Hóa | Ô Chợ Dừa, Hà Nội      |  |
| 19:15    |                | [ Chi tiết] FPT Play, TV360 |                  | Sân vận động: Hàng Đẫy |  |

#### Vòng 24
| năm 2026 |  | –                           |  |  |  |
| 18:00    |  | [ Chi tiết] FPT Play, TV360 |  |  |  |

| năm 2026 |  | –                           |  |  |  |
| 18:00    |  | [ Chi tiết] FPT Play, TV360 |  |  |  |

| năm 2026 |  | –                           |  |  |  |
| 18:00    |  | [ Chi tiết] FPT Play, TV360 |  |  |  |

| năm 2026 | Hồng Lĩnh Hà Tĩnh | –                           | Công an Hà Nội | Thành Sen, Hà Tĩnh    |  |
| 18:00    |                   | [ Chi tiết] FPT Play, TV360 |                | Sân vận động: Hà Tĩnh |  |

| năm 2026 |  | –                           |  |  |  |
| 18:00    |  | [ Chi tiết] FPT Play, TV360 |  |  |  |

| năm 2026 | Becamex Thành phố Hồ Chí Minh | –                           | Sông Lam Nghệ An | Thủ Dầu Một, Thành phố Hồ Chí Minh |  |
| 18:00    |                               | [ Chi tiết] FPT Play, TV360 |                  | Sân vận động: Gò Đậu               |  |

| năm 2026 | Hà Nội | –                           | Thép Xanh Nam Định | Ô Chợ Dừa, Hà Nội      |  |
| 19:15    |        | [ Chi tiết] FPT Play, TV360 |                    | Sân vận động: Hàng Đẫy |  |

#### Vòng 25
| năm 2026 |  | –                           |  |  |  |
| 18:00    |  | [ Chi tiết] FPT Play, TV360 |  |  |  |

| năm 2026 | Thép Xanh Nam Định | –                           | Sông Lam Nghệ An | Nam Định, Ninh Bình        |  |
| 18:00    |                    | [ Chi tiết] FPT Play, TV360 |                  | Sân vận động: Thiên Trường |  |

| năm 2026 | Hoàng Anh Gia Lai | –                           | Hà Nội | Pleiku, Gia Lai      |  |
| 17:00    |                   | [ Chi tiết] FPT Play, TV360 |        | Sân vận động: Pleiku |  |

| năm 2026 |  | –                           |  |  |  |
| 18:00    |  | [ Chi tiết] FPT Play, TV360 |  |  |  |

| năm 2026 |  | –                           |  |  |  |
| 18:00    |  | [ Chi tiết] FPT Play, TV360 |  |  |  |

| năm 2026 |  | –                           |  |  |  |
| 18:00    |  | [ Chi tiết] FPT Play, TV360 |  |  |  |

| năm 2026 | Công an Hà Nội | –                           | Becamex Thành phố Hồ Chí Minh | Ô Chợ Dừa, Hà Nội      |  |
| 18:00    |                | [ Chi tiết] FPT Play, TV360 |                               | Sân vận động: Hàng Đẫy |  |

#### Vòng 26
| năm 2026 |  | –                           |  |  |  |
| 18:00    |  | [ Chi tiết] FPT Play, TV360 |  |  |  |

| năm 2026 |  | –                           |  |  |  |
| 18:00    |  | [ Chi tiết] FPT Play, TV360 |  |  |  |

| năm 2026 | Thể Công – Viettel | –                           | Công an Hà Nội | Từ Liêm, Hà Nội       |  |
| 18:00    |                    | [ Chi tiết] FPT Play, TV360 |                | Sân vận động: Mỹ Đình |  |

| năm 2026 |  | –                           |  |  |  |
| 18:00    |  | [ Chi tiết] FPT Play, TV360 |  |  |  |

| năm 2026 | Sông Lam Nghệ An | –                           | PVF–CAND | Thành Vinh, Nghệ An |  |
| 18:00    |                  | [ Chi tiết] FPT Play, TV360 |          | Sân vận động: Vinh  |  |

| năm 2026 |  | –                           |  |  |  |
| 18:00    |  | [ Chi tiết] FPT Play, TV360 |  |  |  |

| năm 2026 | Hà Nội | –                           | Công an Thành phố Hồ Chí Minh | Ô Chợ Dừa, Hà Nội      |  |
| 18:00    |        | [ Chi tiết] FPT Play, TV360 |                               | Sân vận động: Hàng Đẫy |  |

### Tóm tắt kết quả
| Nhà \ Khách                   | BHCMC | CAHN | ĐATH | HNFC | HPFC | HAGL | HLHT | PCA  | NBFC | SHBĐN | SLNA | CAHCM | TXNĐ | TCVT |
| ----------------------------- | ----- | ---- | ---- | ---- | ---- | ---- | ---- | ---- | ---- | ----- | ---- | ----- | ---- | ---- |
| Becamex Thành phố Hồ Chí Minh | —     | 24/8 | -    | -    | -    | -    | -    | -    | -    | -     | -    | -     | -    | -    |
| Công an Hà Nội                | -     | —    | -    | 28/8 | -    | -    | -    | -    | -    | -     | -    | -     | -    | 1–1  |
| Đông Á Thanh Hóa              | -     | -    | —    | -    | -    | -    | -    | -    | -    | 1–1   | -    | -     | -    | -    |
| Hà Nội                        | -     | -    | -    | —    | -    | 24/8 | -    | -    | -    | -     | a    | -     | -    | -    |
| Hải Phòng                     | -     | -    | -    | -    | —    | -    | -    | 23/8 | -    | -     | -    | -     | -    | -    |
| Hoàng Anh Gia Lai             | 0–3   | -    | -    | -    | -    | —    | -    | -    | -    | -     | -    | -     | -    | -    |
| Hồng Lĩnh Hà Tĩnh             | -     | -    | -    | -    | -    | -    | —    | -    | 1–3  | -     | a    | -     | -    | -    |
| PVF–CAND                      | -     | -    | -    | -    | -    | -    | -    | —    | -    | -     | 2–1  | -     | -    | -    |
| Ninh Bình                     | -     | -    | 23/8 | -    | -    | -    | -    | -    | —    | -     | -    | -     | -    | -    |
| SHB Đà Nẵng                   | -     | -    | -    | -    | -    | -    | 23/8 | -    | -    | —     | -    | -     | -    | -    |
| Sông Lam Nghệ An              | -     | -    | -    | a    | -    | -    | a    | -    | -    | -     | —    | -     | 23/8 | -    |
| Công an Thành phố Hồ Chí Minh | -     | -    | -    | 2–1  | -    | -    | -    | -    | -    | -     | -    | —     | -    | -    |
| Thép Xanh Nam Định            | -     | -    | -    | -    | 2–1  | -    | -    | -    | -    | -     | -    | -     | —    | -    |
| Thể Công – Viettel            | -     | -    | -    | -    | -    | -    | -    | -    | -    | -     | -    | 22/8  | -    | —    |

### Tiến trình mùa giải
| Đội ╲ Vòng                    | 1                             | 2 | 3 | 4 | 5 | 6 | 7 | 8 | 9 | 10 | 11 | 12 | 13 | 14 | 15 | 16 | 17 | 18 | 19 | 20 | 21 | 22 | 23 | 24 | 25 | 26 |  |
| ----------------------------- | ----------------------------- | - | - | - | - | - | - | - | - | -- | -- | -- | -- | -- | -- | -- | -- | -- | -- | -- | -- | -- | -- | -- | -- | -- |  |
| Đội ╲ Vòng                    | Becamex Thành phố Hồ Chí Minh | T |   |   |   |   |   |   |   |    |    |    |    |    |    |    |    |    |    |    |    |    |    |    |    |    |  |
| Công an Hà Nội                | H                             |   |   |   |   |   |   |   |   |    |    |    |    |    |    |    |    |    |    |    |    |    |    |    |    |    |  |
| Đông Á Thanh Hóa              | H                             |   |   |   |   |   |   |   |   |    |    |    |    |    |    |    |    |    |    |    |    |    |    |    |    |    |  |
| Hà Nội                        | B                             |   |   |   |   |   |   |   |   |    |    |    |    |    |    |    |    |    |    |    |    |    |    |    |    |    |  |
| Hải Phòng                     | B                             |   |   |   |   |   |   |   |   |    |    |    |    |    |    |    |    |    |    |    |    |    |    |    |    |    |  |
| Hoàng Anh Gia Lai             | B                             |   |   |   |   |   |   |   |   |    |    |    |    |    |    |    |    |    |    |    |    |    |    |    |    |    |  |
| Hồng Lĩnh Hà Tĩnh             | B                             |   |   |   |   |   |   |   |   |    |    |    |    |    |    |    |    |    |    |    |    |    |    |    |    |    |  |
| PVF–CAND                      | T                             |   |   |   |   |   |   |   |   |    |    |    |    |    |    |    |    |    |    |    |    |    |    |    |    |    |  |
| Ninh Bình                     | T                             |   |   |   |   |   |   |   |   |    |    |    |    |    |    |    |    |    |    |    |    |    |    |    |    |    |  |
| SHB Đà Nẵng                   | H                             |   |   |   |   |   |   |   |   |    |    |    |    |    |    |    |    |    |    |    |    |    |    |    |    |    |  |
| Sông Lam Nghệ An              | B                             |   |   |   |   |   |   |   |   |    |    |    |    |    |    |    |    |    |    |    |    |    |    |    |    |    |  |
| Công an Thành phố Hồ Chí Minh | T                             |   |   |   |   |   |   |   |   |    |    |    |    |    |    |    |    |    |    |    |    |    |    |    |    |    |  |
| Thép Xanh Nam Định            | T                             |   |   |   |   |   |   |   |   |    |    |    |    |    |    |    |    |    |    |    |    |    |    |    |    |    |  |
| Thể Công – Viettel            | H                             |   |   |   |   |   |   |   |   |    |    |    |    |    |    |    |    |    |    |    |    |    |    |    |    |    |  |

### Vị trí các đội qua các vòng đấu
| Đội ╲ Vòng                    | 1                  | 2 | 3 | 4 | 5 | 6 | 7 | 8 | 9 | 10 | 11 | 12 | 13 | 14 | 15 | 16 | 17 | 18 | 19 | 20 | 21 | 22 | 23 | 24 | 25 | 26 |  |
| ----------------------------- | ------------------ | - | - | - | - | - | - | - | - | -- | -- | -- | -- | -- | -- | -- | -- | -- | -- | -- | -- | -- | -- | -- | -- | -- |  |
| Đội ╲ Vòng                    | Thép Xanh Nam Định | 5 |   |   |   |   |   |   |   |    |    |    |    |    |    |    |    |    |    |    |    |    |    |    |    |    |  |
| Ninh Bình                     | 2                  |   |   |   |   |   |   |   |   |    |    |    |    |    |    |    |    |    |    |    |    |    |    |    |    |    |  |
| Hà Nội                        | 10                 |   |   |   |   |   |   |   |   |    |    |    |    |    |    |    |    |    |    |    |    |    |    |    |    |    |  |
| Công an Thành phố Hồ Chí Minh | 3                  |   |   |   |   |   |   |   |   |    |    |    |    |    |    |    |    |    |    |    |    |    |    |    |    |    |  |
| Thể Công – Viettel            | 7                  |   |   |   |   |   |   |   |   |    |    |    |    |    |    |    |    |    |    |    |    |    |    |    |    |    |  |
| Công an Hà Nội                | 8                  |   |   |   |   |   |   |   |   |    |    |    |    |    |    |    |    |    |    |    |    |    |    |    |    |    |  |
| Hải Phòng                     | 11                 |   |   |   |   |   |   |   |   |    |    |    |    |    |    |    |    |    |    |    |    |    |    |    |    |    |  |
| Becamex Thành phố Hồ Chí Minh | 1                  |   |   |   |   |   |   |   |   |    |    |    |    |    |    |    |    |    |    |    |    |    |    |    |    |    |  |
| Đông Á Thanh Hóa              | 9                  |   |   |   |   |   |   |   |   |    |    |    |    |    |    |    |    |    |    |    |    |    |    |    |    |    |  |
| PVF–CAND                      | 4                  |   |   |   |   |   |   |   |   |    |    |    |    |    |    |    |    |    |    |    |    |    |    |    |    |    |  |
| Hoàng Anh Gia Lai             | 14                 |   |   |   |   |   |   |   |   |    |    |    |    |    |    |    |    |    |    |    |    |    |    |    |    |    |  |
| Sông Lam Nghệ An              | 12                 |   |   |   |   |   |   |   |   |    |    |    |    |    |    |    |    |    |    |    |    |    |    |    |    |    |  |
| Hồng Lĩnh Hà Tĩnh             | 13                 |   |   |   |   |   |   |   |   |    |    |    |    |    |    |    |    |    |    |    |    |    |    |    |    |    |  |
| SHB Đà Nẵng                   | 6                  |   |   |   |   |   |   |   |   |    |    |    |    |    |    |    |    |    |    |    |    |    |    |    |    |    |  |

## Bảng xếp hạng
| VT | Đội                           | ST | T | H | B | BT | BB | HS | Đ | Giành quyền tham dự hoặc xuống hạng                                                             |
| -- | ----------------------------- | -- | - | - | - | -- | -- | -- | - | ----------------------------------------------------------------------------------------------- |
| 1  | Becamex Thành phố Hồ Chí Minh | 1  | 1 | 0 | 0 | 3  | 0  | +3 | 3 | Tham dự vòng bảng AFC Champions League Two 2026–27 và vòng bảng ASEAN Club Championship 2026–27 |
| 2  | Ninh Bình                     | 1  | 1 | 0 | 0 | 3  | 1  | +2 | 3 | Tham dự vòng play-off AFC Champions League Two 2026–27                                          |
| 3  | Công an Thành phố Hồ Chí Minh | 1  | 1 | 0 | 0 | 2  | 1  | +1 | 3 |                                                                                                 |
| 4  | PVF–CAND                      | 1  | 1 | 0 | 0 | 2  | 1  | +1 | 3 |                                                                                                 |
| 5  | Thép Xanh Nam Định            | 1  | 1 | 0 | 0 | 2  | 1  | +1 | 3 |                                                                                                 |
| 6  | SHB Đà Nẵng                   | 1  | 0 | 1 | 0 | 1  | 1  | 0  | 1 |                                                                                                 |
| 7  | Thể Công – Viettel            | 1  | 0 | 1 | 0 | 1  | 1  | 0  | 1 |                                                                                                 |
| 8  | Công an Hà Nội                | 1  | 0 | 1 | 0 | 1  | 1  | 0  | 1 |                                                                                                 |
| 9  | Đông Á Thanh Hóa              | 1  | 0 | 1 | 0 | 1  | 1  | 0  | 1 |                                                                                                 |
| 10 | Hà Nội                        | 1  | 0 | 0 | 1 | 1  | 2  | −1 | 0 |                                                                                                 |
| 11 | Hải Phòng                     | 1  | 0 | 0 | 1 | 1  | 2  | −1 | 0 |                                                                                                 |
| 12 | Sông Lam Nghệ An              | 1  | 0 | 0 | 1 | 1  | 2  | −1 | 0 |                                                                                                 |
| 13 | Hồng Lĩnh Hà Tĩnh             | 1  | 0 | 0 | 1 | 1  | 3  | −2 | 0 | Xuống hạng V.League 2 2026–27                                                                   |
| 14 | Hoàng Anh Gia Lai             | 1  | 0 | 0 | 1 | 0  | 3  | −3 | 0 | Xuống hạng V.League 2 2026–27                                                                   |